# Edifici de La Fornaca
L'Edifici de La Fornaca és un edifici de Vilassar de Dalt (Maresme), que aixopluga els Forns romans de la Fornaca. Ha obtingut diversos premis d'arquitectura.

## Descripció
Edifici construït a la zona del jaciment arqueològic del parc de "la Fornaca", on es van descobrir i excavar tres forns d'època romana. La finalitat d'aquest projecte a requeriment de l'Ajuntament de Vilassar era doble: per un costat, la preservació del jaciment i en segon lloc, facilitar el desenvolupament d'un projecte museogràfic. També es pretenia que s'adaptés a la realitat física de l'espai existent on convivien un parc i un polígon industrial.
Un dels aspectes més destacats d'aquesta intervenció és que permet l'entrada de llum natural a l'interior del recinte. Això s'aconsegueix mitjançant una coberta foradada, que finalment passa a ser la façana principal des del parc. Cada forat es situa damunt mateix la graella del forn que hi ha a l'interior.
L'altra façana de l'edifici mostra un tall en el terreny, un estrat geològic a través del qual es traspassa el llindar cap a un lloc nou on s'intenten mantenir les mínimes referències espacials i temporals per poder contemplar les restes en la seva essència, entrant quasi a cegues per potenciar els altres sentits: les olors, la temperatura, el silenci.

## Imatges

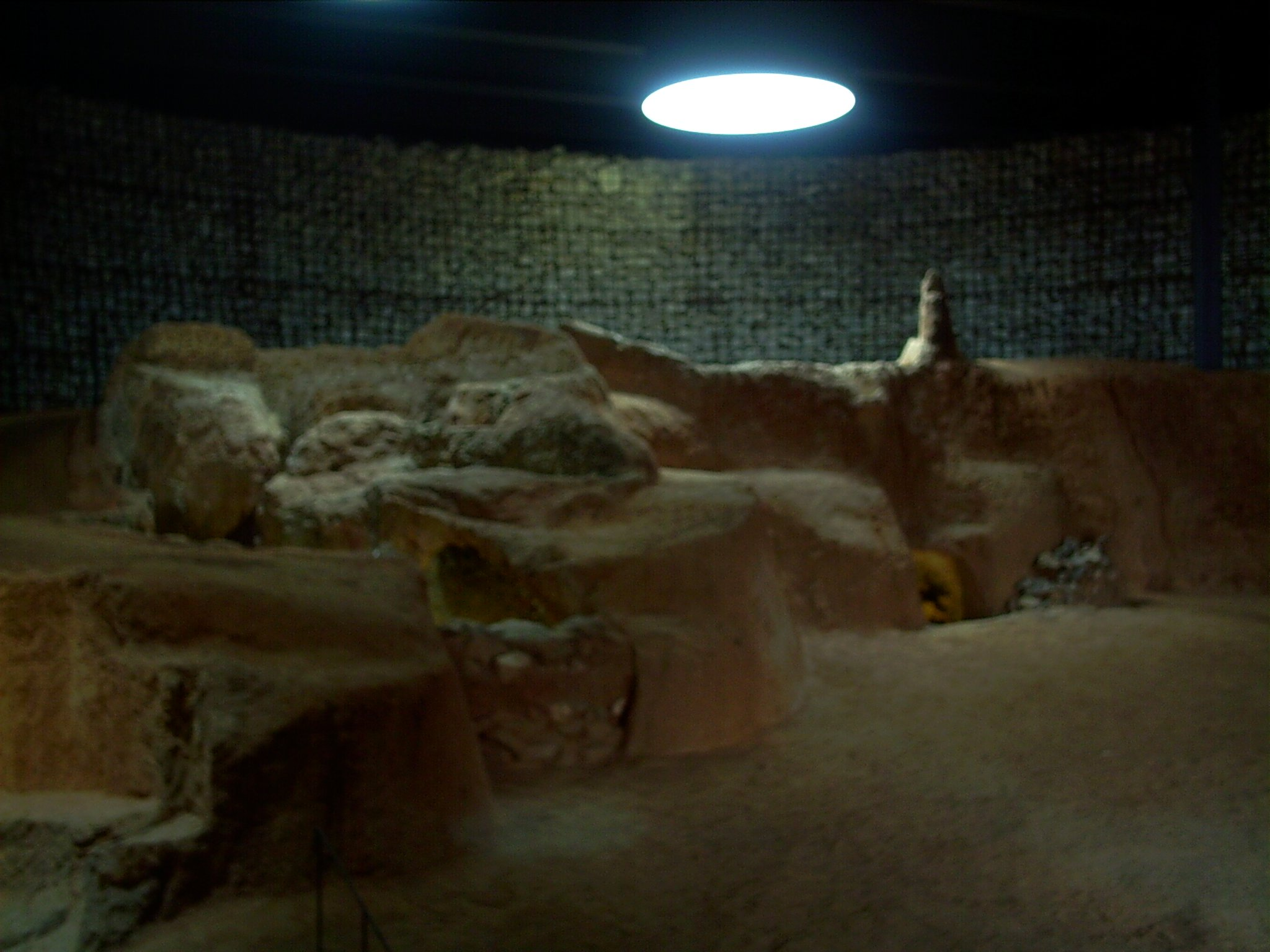
Forat, vista interior
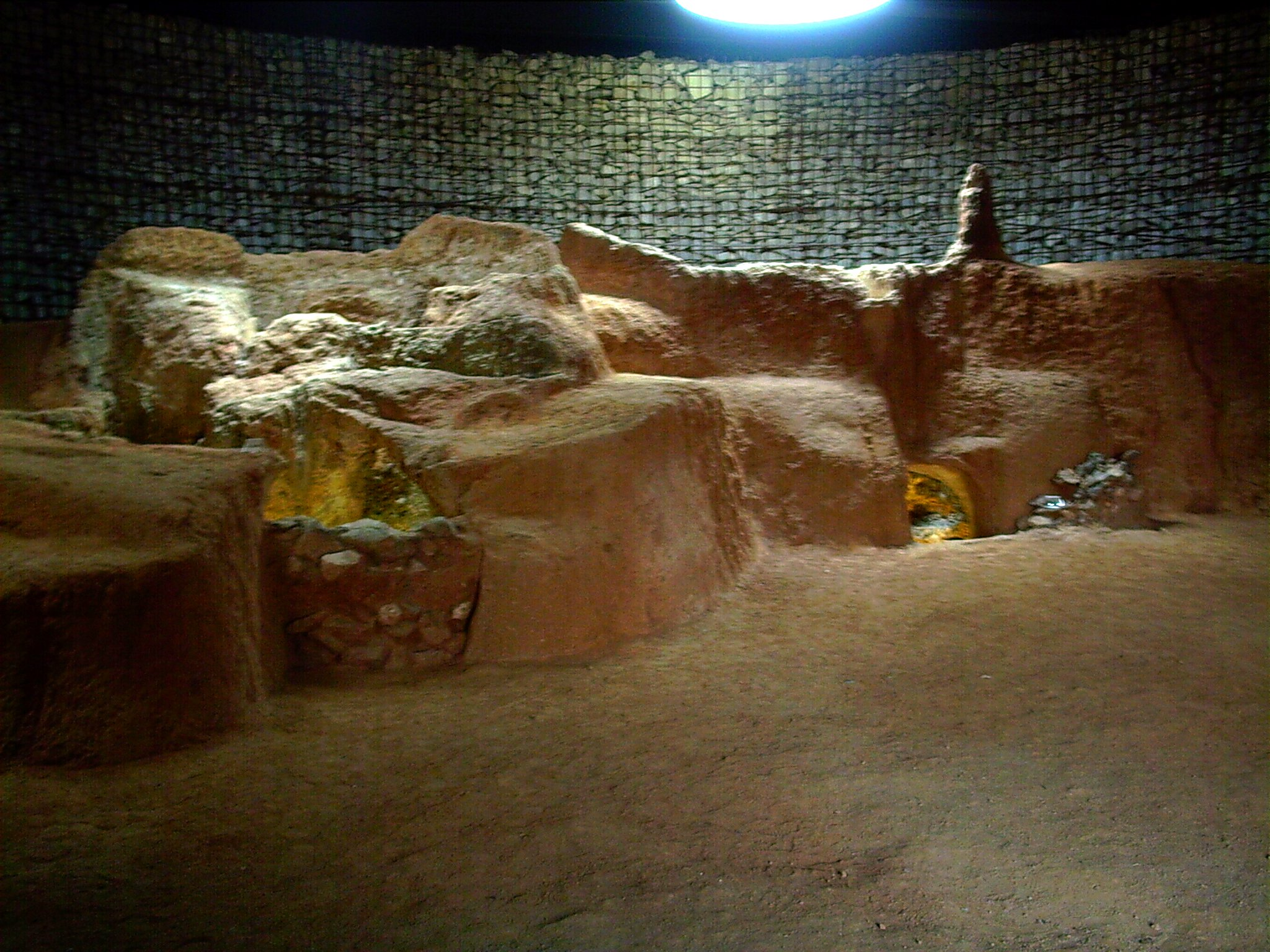
Efecte d'il·luminació natural creat a l'interior
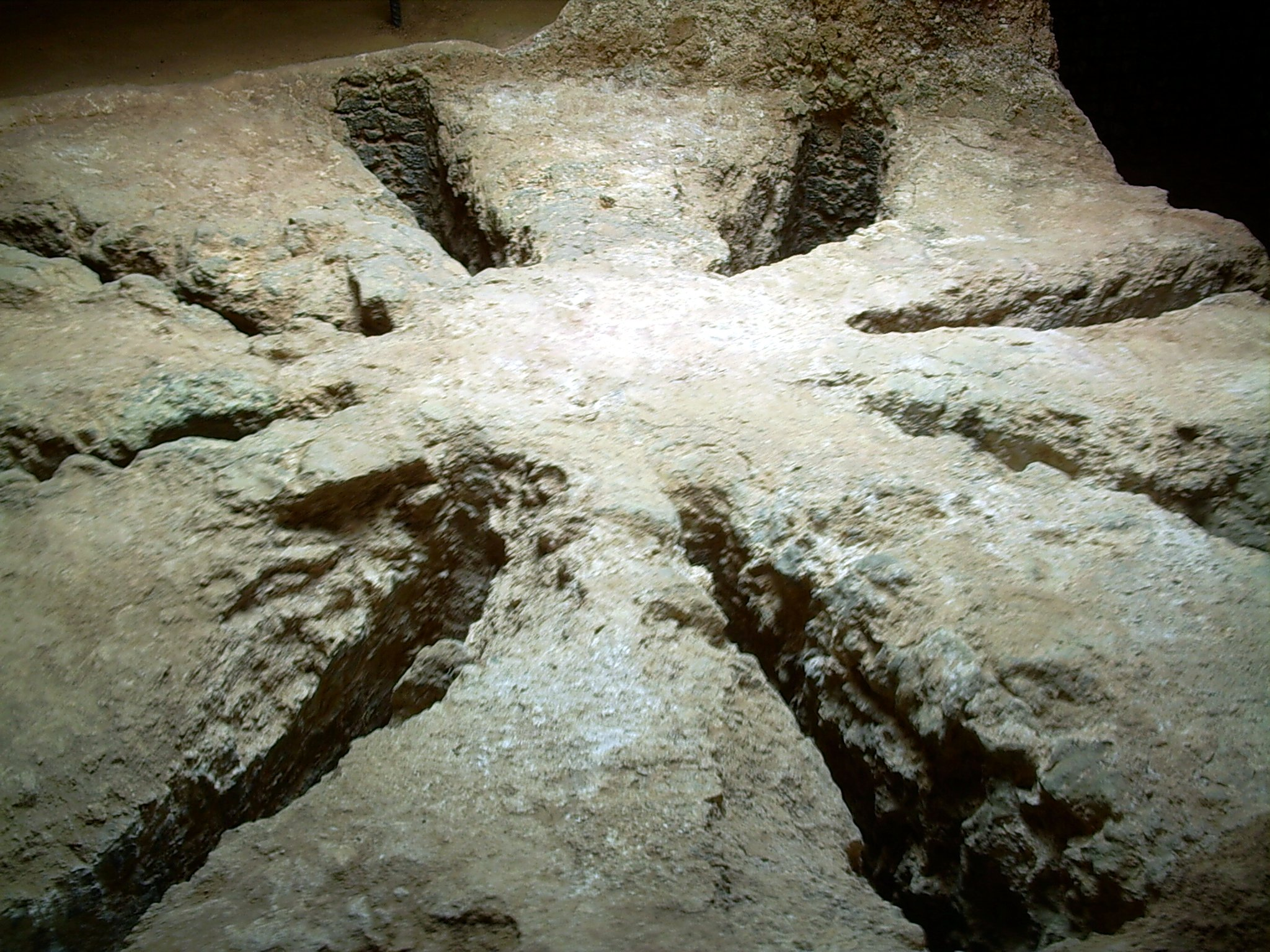
Efecte d'il·luminació natural
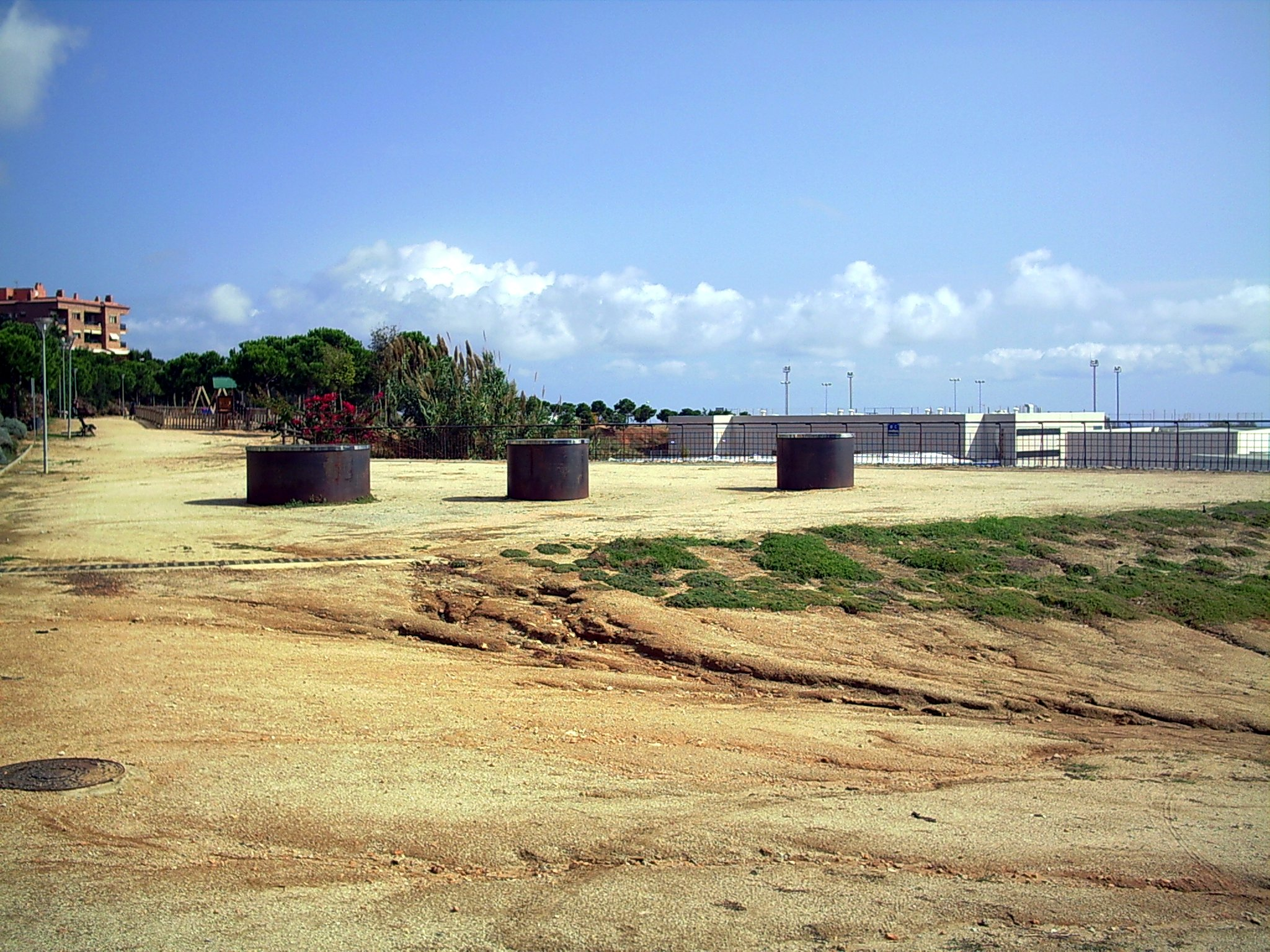
Coberta i façana foradada
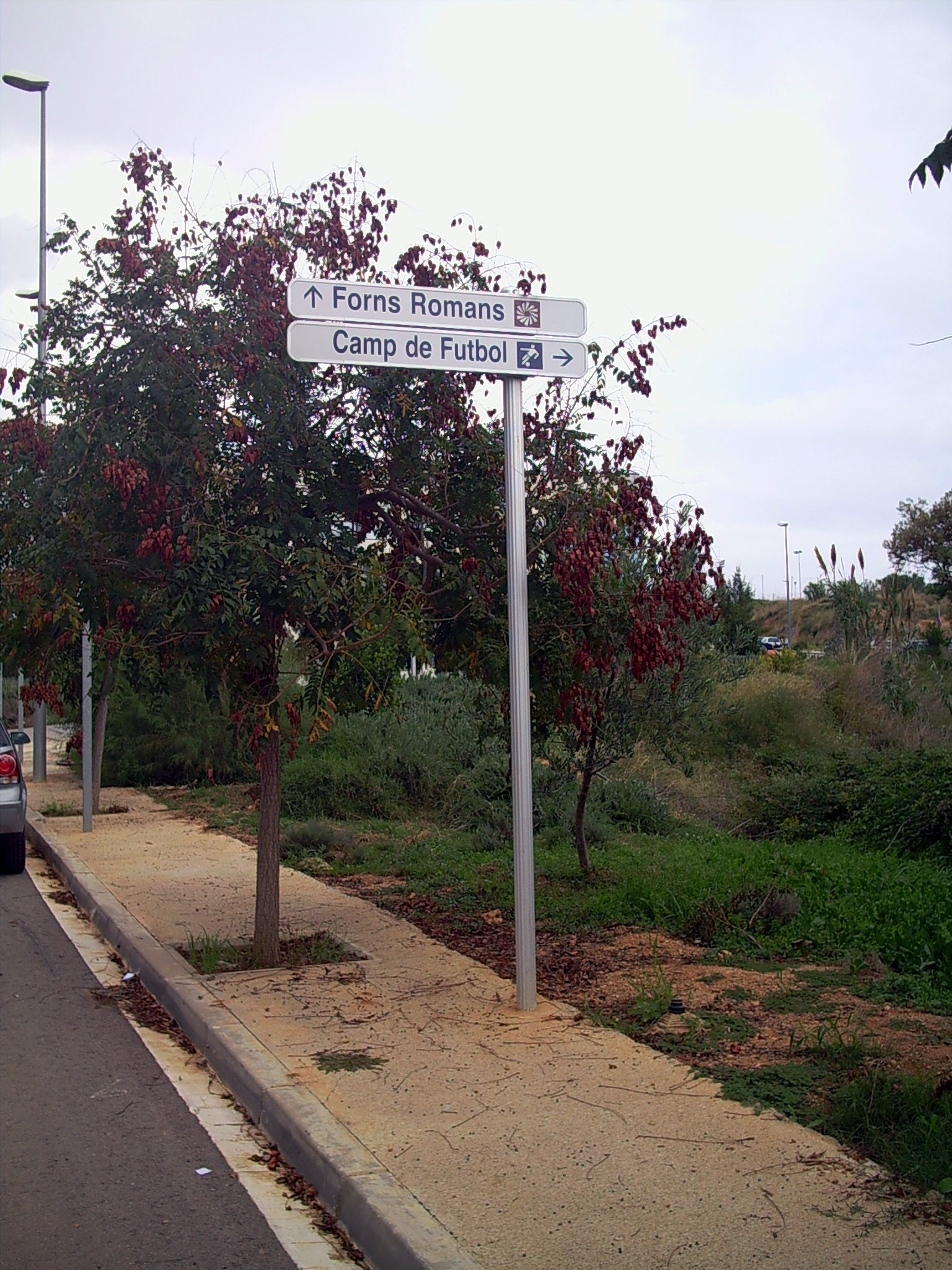
Senyal indicadora

## Història

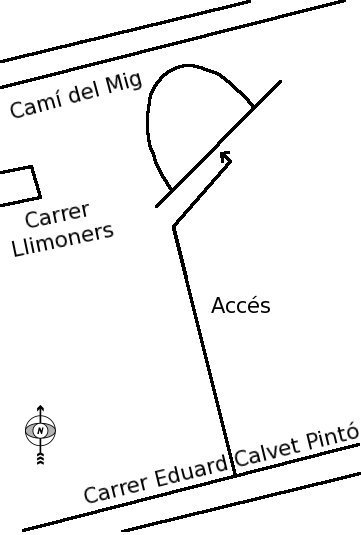
Situació

Ha obtingut els següents premis d'arquitectura:
- 2007: Triennal Arquitectura del Maresme - 1r premi
- 2006: Premi Europeu de l'Espai Públic Urbà - finalista
- 2005: VIII Bienal de Arquitectura Española - finalista
- 2005: Premi FAD de Arquitectura - finalista[1]

## Accès
El recinte es troba al Polígon industrial de Vallmorena,  entre el Camí del mig i el carrer Eduard Calvet Pintó, darrere una nau industrial que n'oculta la visió des del carrer, tot i així està senyalitzat. Disposa d'una zona d'aparcament situada a l'accés pel carrer Eduard Calvet Pintó.